# USS Booth (DE-170)
BRP Datu Kalantiaw (PS-76)
L'USS Booth (DE-170) est un destroyer d'escorte de la classe Cannon construit pour la marine des États-Unis pendant la Seconde Guerre mondiale. Le navire servit dans l'océan Atlantique puis dans l'océan Pacifique en fournissant un service d'escorte contre les attaques sous-marines et aériennes pour les navires et les convois de la marine américaine.
Commandé le 18 janvier 1942, il est construit par le chantier naval Federal Shipbuilding and Drydock Company à Newark dans le New Jersey, sa quille est posée le 30 janvier 1943 et est lancé le 21 juin 1943. Nommé en l'homme de l'enseigne Robert Sinclair Booth, marin affecté sur l'USS Arizona à Pearl Harbor, qui fut le premier militaire américain à mourir pendant la guerre, le navire est parrainé par Mme Annie L. Booth, puis remorqué par le remorqueur océanique Sagamore jusqu'à Norfolk (Virginie), via le canal de Cape Cod (24-26 juin 1943), au cours duquel il est mis en service au Norfolk Navy Yard le 18 septembre 1943, sous le commandement du lieutenant commander Donald W. Todd.

## Seconde Guerre mondiale

### Océan Atlantique
Après ses essais, le Booth prend la mer depuis Hampton Roads, en Virginie, le 14 octobre 1943 pour sa croisière inaugurale. Le destroyer d'escorte revient à Norfolk pour les Bermudes le 13 novembre au cours duquel il rejoint un chantier naval pour quelques modifications. Du 1er au 17 décembre, il stationne à Washington DC, participant à des travaux expérimentaux au Naval Research Laboratory de Bellevue et au Washington Navy Yard. Au cours de la dernière partie du mois, le Booth forme des équipages de futurs destroyers dans la région de Hampton Roads.
Au début de 1944, sa division, la 15e Escort Division (CortDiv), devient partie intégrante de la Task Force (TF) 62. Au cours des 16 mois suivants, le Booth effectue huit voyages aller-retour vers la Méditerranée  en escortant des convois UGS (Slow Eastbound) et GUS (Slow Westbound), et passe notamment par Gibraltar, Casablanca, Bizerte, Palerme et Oran. Bien qu'ayant localisé un certain nombre de contacts sonores d'éventuels sous-marins ennemis, son seul accrochage vérifiable avec les Allemands survient lorsque des avions attaque le convoi UGS-48 au large du cap Bengut, en Algérie, dans la nuit du 1er août 1944. Les artilleurs anti-aériens du convoi ont rapidement repoussé l'attaque et aucun des navires du convoi n'a subi de dommages.

### Théâtre du Pacifique
Avec la fin de la guerre en Europe en mai 1945, le Booth commença les préparatifs pour le service dans le théâtre du Pacifique. Après une semaine d'entraînement près de la baie de Guantanamo à Cuba, le destroyer d'escorte met le cap sur le canal de Panama. Il transite par la voie navigable le 10 juin et, après avoir visité San Diego et San Francisco, en Californie, quitte ce dernier port le 26 juin. Le navire de guerre escorte le navire à moteur MV Permanente à Pearl Harbor, qu'il atteint le 2 juillet.
Le Booth s'entraîne ensuite dans les îles hawaïennes pendant près de deux semaines avant de se mettre en route le 15 pour se rendre à Eniwetok, dans les îles Marshall, pour les Mariannes. Il atteint Saipan le 26 juillet. Après avoir effectué une mission d'escorte de convoi aller-retour entre Saipan et Iwo Jima avec les convois SIW-62 et IWS-54, le Booth prend la mer le 9 août pour l'atoll d'Ulithi, dans les îles Carolines, qu'il atteint le lendemain. Le 12 août, il mène deux opérations de convoyages vers Okinawa, en commençant par le convoi UOK-47 et en revenant avec le OKU-20. Le même jour, alors que la capitulation japonaise est signée à bord de l'USS Missouri en baie de Tokyo (2 septembre), le Booth se met en route d'Okinawa en direction d'Ulithi avec le convoi OKU-25.

## Après-guerre
Au cours de l'automne 1945, le Booth aide les forces d'occupation à mettre en place la reddition des îles contournées et à rapatrier leurs garnisons. Le 8 septembre 1945, il appareille d'Ulithi avec le lieutenant Kumura Fumio et le caporal Kanichi Suzuki, deux représentants de l'armée impériale japonaise, s'embarquant ensuite pour enquêter sur les installations et activités japonaises sur l'île de Sorol, dans les Carolines occidentales. Munis de ses canons de 3 pouces et de 40 millimètres, le Booth débarque une équipe de débarquement sous le commandement du commandant J. W. Buxton plus tard dans la journée, récupérant les hommes un peu plus de deux heures plus tard. L'escorte de destroyers débarque à nouveau le groupe de débarquement sur Sorol le lendemain matin, les récupère peu de temps après et se dirige vers l'île d'Eauripik, y arrivant le lendemain pour mettre à terre une force chargée de mener une reconnaissance de l'île. Après avoir récupéré ses hommes peu avant midi, le Booth arrive au large de l'île d'Ifalik cet après-midi-là. Son équipe de débarquement visite l'île pendant la journée du 11 septembre avant de revenir à Ulithi le jour suivant (12 septembre).
Le 11 octobre, le Booth prend la mer avec le lieutenant-colonel Lyman D. Spurlock, USMC (qui a été relevé par le major Robert J. J. Picardi le 30 octobre) et son groupe, en mission de quatre semaines pour évacuer les forces japonaises des atolls de Truk, Nomoi et Puluwat et préparer ces lieux à l'arrivée des forces d'occupation américaines. Le navire de guerre arrive à Guam le 7 novembre mais reprend la mer le jour suivant à destination des États-Unis avec 2 officiers et 45 marines enrôlés pour le transport.

### Fin de service
Naviguant via Pearl Harbor, San Diego et le canal de Panama, le destroyer d'escorte arrive à Green Cove Springs, en Floride, le 28 janvier 1946, où il est désarmé le 14 juin 1946. Remorqué de Mayport, en Floride, à Charleston, en Caroline du Sud, par le remorqueur océanique auxiliaire Tunica (10-11 avril 1947), le Booth est placé en « état d'élimination différée en attendant un éventuel transfert à un gouvernement étranger » le 7 juillet 1947. Deux jours plus tard, il est remorqué jusqu'à Mayport par l'ATA-209, où l'ancien navire d'escorte de convoi est retiré du service le 28 juillet 1947.

## Transfert dans la Marine philippine
Reconditionné par la Brewer Dry Dock Co., de Staten Island, à New York, le navire est prêté à la République des Philippines dans le cadre du programme d'assistance militaire le 15 décembre 1967. Il est remis en service le même jour par la marine philippine au Philadelphia Navy Yard sous le nom de BRP Datu Kalantiaw (PS-76). Le 30 juin 1975, alors qu'il opérait encore en prêt sous pavillon étranger, le destroyer d'escorte est rebaptisé en frégate, sous le code FF-170. Par la suite, étant donné le besoin continu de la marine philippine pour le navire « dans l'intérêt des exigences de la défense nationale et dans l'avancement de l'alliance de sécurité entre les [Philippines] et les États-Unis », l'US Navy accepte de vendre le navire, qui est rayé du registre des navires de la marine le 15 juillet 1978.

### Naufrage

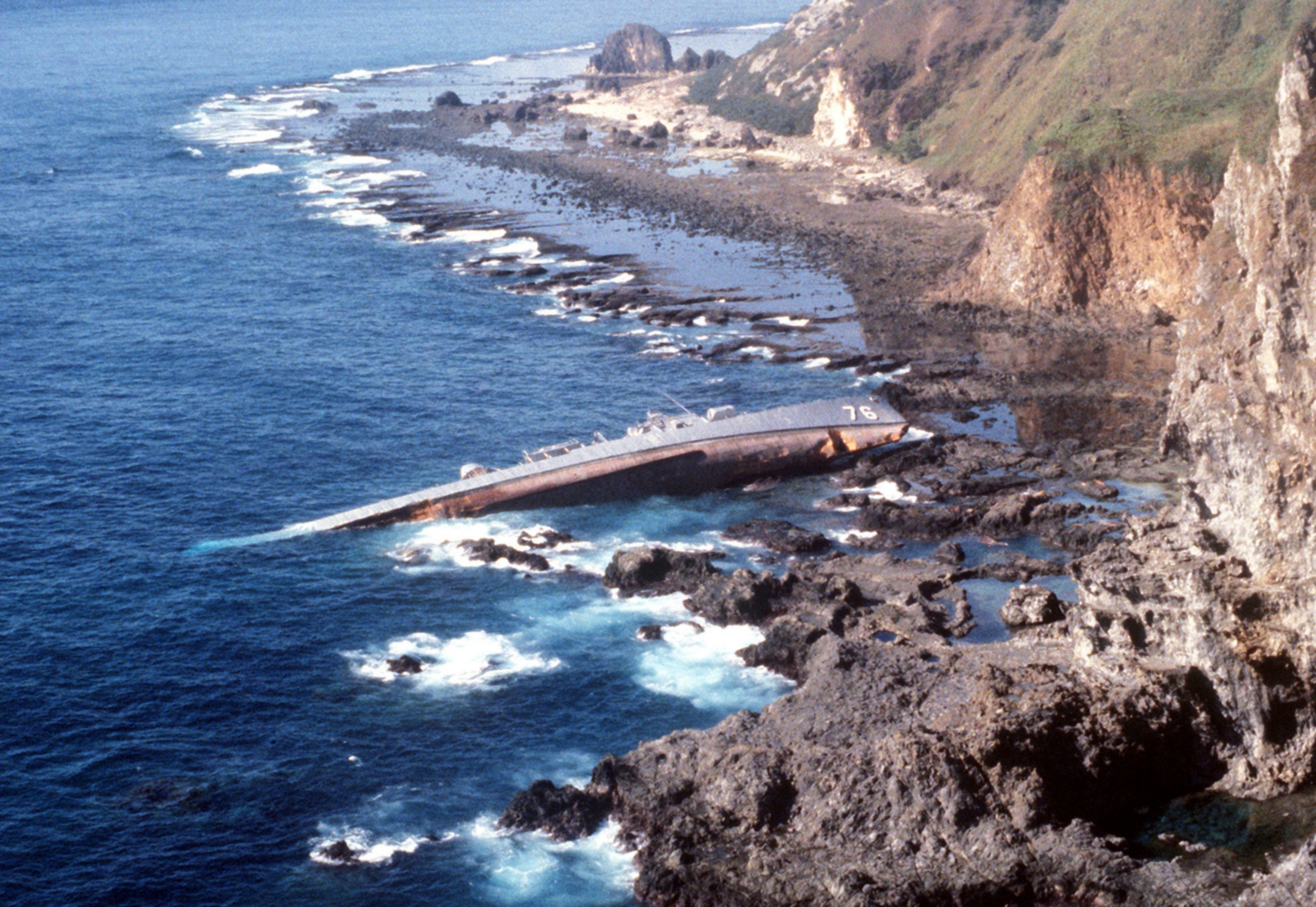
Épave du Datu Kalantiaw échouée sur la côte de l'île de Calayan, en 1981.

Le 21 septembre 1981, le Datu Kalantiaw est frappé lors de manœuvres par le typhon Clara : le navire, malgré l’héroïsme de l'équipage, s'échoue sur la côte nord rocheuse de l'île de Calayan, dans le nord des Philippines. La catastrophe ne peut être évitée et va coûter la vie à 79 des 97 hommes d'équipage, l'une des pires catastrophes de l'histoire de la marine philippine, et ce malgré la présence du USS Mount Hood, un navire américain, qui se trouvait à proximité pour une période d'entretien. Ce sont les marins américains, secondés par les marins philippins, qui vont retrouver 49 des corps. Les opérations de sauvetage cessent rapidement, quelques dizaines d'heures après le naufrage : plus aucun bruit n'était entendu depuis l'intérieur du navire. Pour leur aide, les marins américains furent remerciés en personne par le contre-amiral Simeon Alejandro, officier général commandant la marine philippine.
Le navire n'a pas été renfloué, celui-ci est échoué et très abîmé. Il serait très coûteux de le dégager ou le démanteler. Il est difficile de savoir exactement ce qu'il est devenu aujourd'hui : selon plusieurs sources, après avoir été laissé sur place, il aurait été poussé par la marée, s'échouant un peu plus ; selon d'autres sources, il aurait bien été démantelé.